# Team Sparebanken Sør/Saison 2016
Dieser Artikel listet Erfolge und Fahrer des Radsportteams Team Sparebanken Sør in der Saison 2016 auf.

## Erfolge in der UCI Europe Tour
| Datum     | Rennen                         | Kat. | Fahrer           |
| --------- | ------------------------------ | ---- | ---------------- |
| 15. April | 3. Etappe Tour du Loir-et-Cher | 2.2  | Fridtjof Røinås  |
| 7. Mai    | Sundvolden GP                  | 1.2  | Andreas Vangstad |
| 8. Mai    | Ringerike GP                   | 1.2  | Trond Trondsen   |

## Abgänge – Zugänge
| Zugänge            | Team 2015            | Abgänge               | Team 2016    |
| ------------------ | -------------------- | --------------------- | ------------ |
| Petter Theodorsen  | Team Ringeriks-Kraft | Morten Mørland        | Karriereende |
| Age Ljøstad Nilsen | Neoprofi             | Vegard Robinson Bugge | Unbekannt    |

## Mannschaft
| Teamkader 2016                            | Teamkader 2016     | Teamkader 2016 | Teamkader 2016                  |
| Name                                      | Geburtsdatum       | Land           | Vorheriges Team                 |
| ----------------------------------------- | ------------------ | -------------- | ------------------------------- |
| Kristian Aasvold                          | 30. Mai 1995       | Norwegen       |                                 |
| Herman Dahl                               | 24. November 1993  | Norwegen       | Kristiansands Cykleklubb (2014) |
| Andreas Erland                            | 31. August 1992    | Norwegen       |                                 |
| Carl Fredrik Hagen                        | 26. September 1991 | Norwegen       | Oslo Sportslager (2014)         |
| Christian Kaggestad                       | 14. September 1995 | Norwegen       |                                 |
| Åge Ljøstad Nilsen                        | 1. Januar 1995     | Norwegen       |                                 |
| Fridtjof Røinås                           | 2. August 1994     | Norwegen       | Grimstad Sykleklubb (2012)      |
| Petter Theodorsen                         | 4. April 1995      | Norwegen       | Ringeriks-Kraft (2015)          |
| Trond Trondsen                            | 8. April 1994      | Norwegen       | Frøy-Bianchi (2014)             |
| Andreas Vangstad                          | 24. März 1992      | Norwegen       | Kristiansands Cykleklubb (2013) |
|                                           |                    |                |                                 |
| Quellen: ProCyclingStats Cycling Archives |                    |                |                                 |

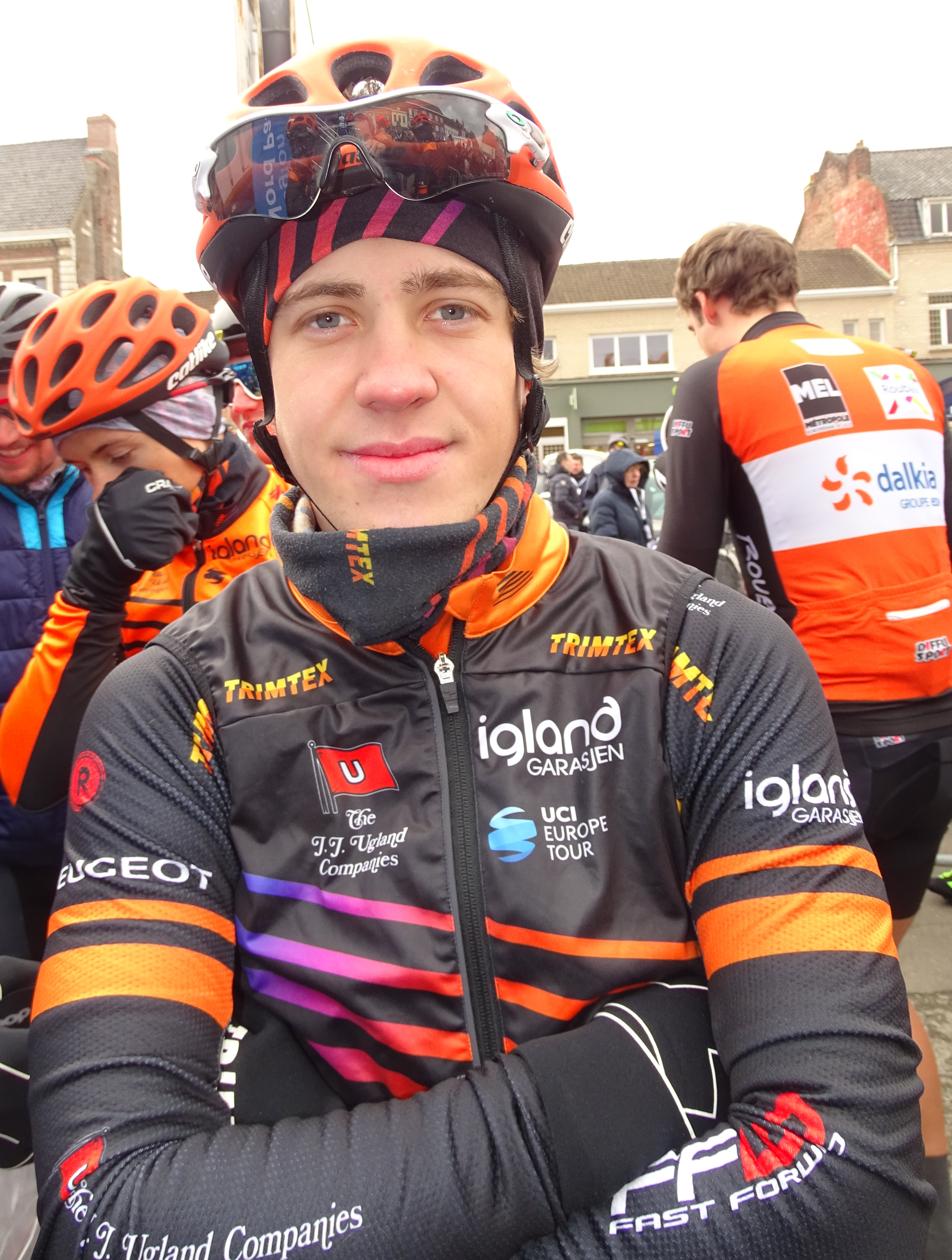
Kristian Aasvold.
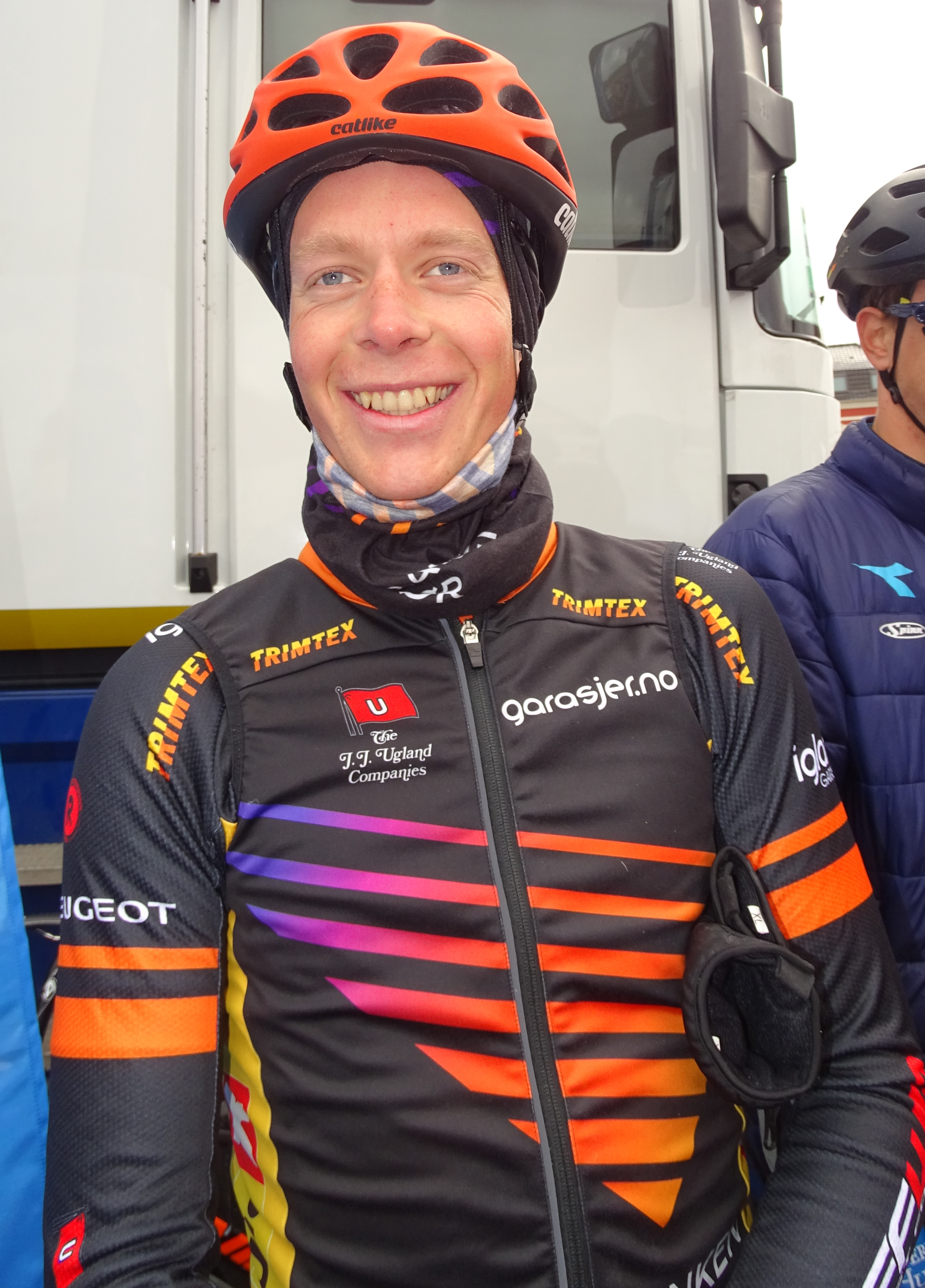
Andreas Erland.
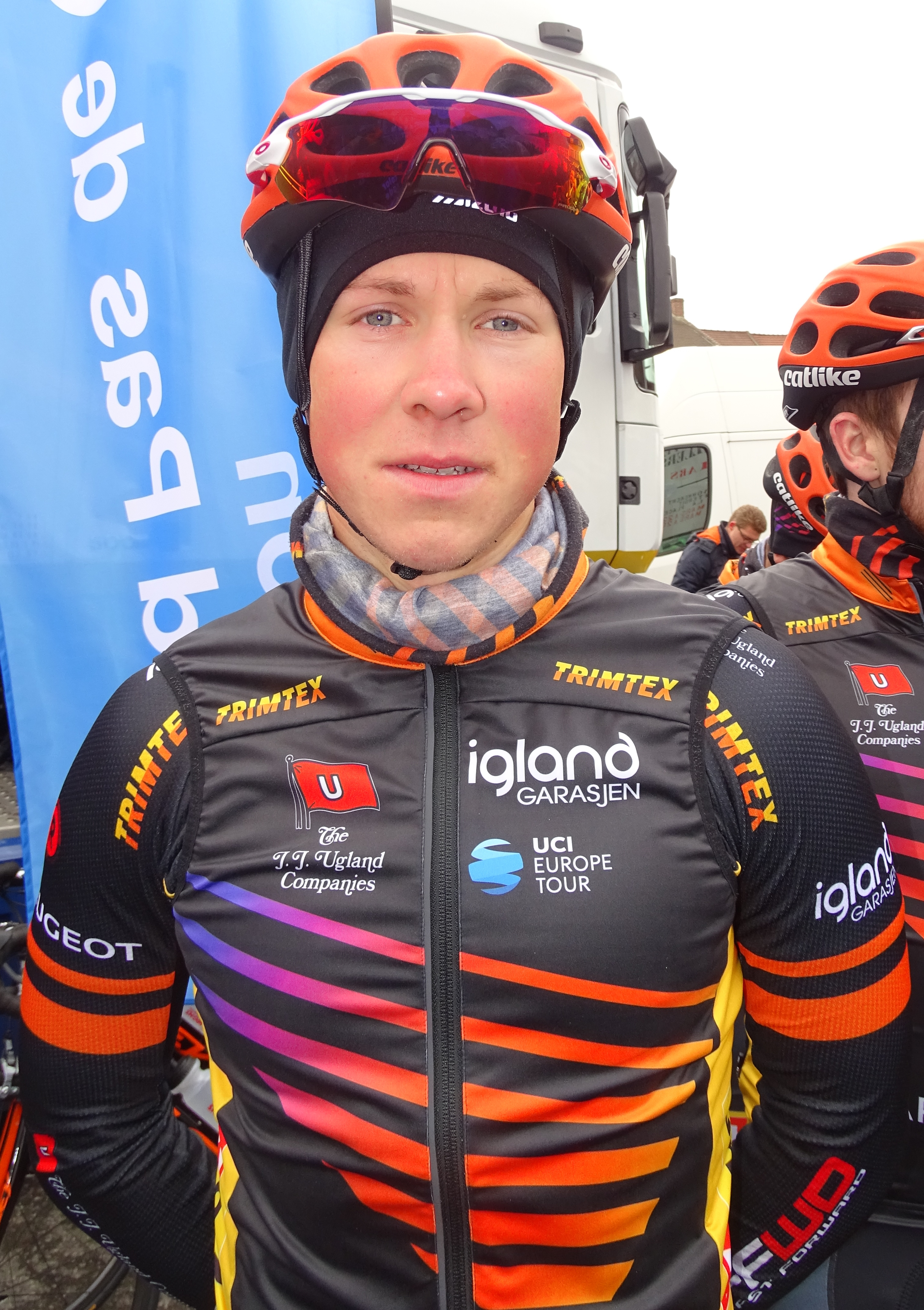
Carl Fredrik Hagen.
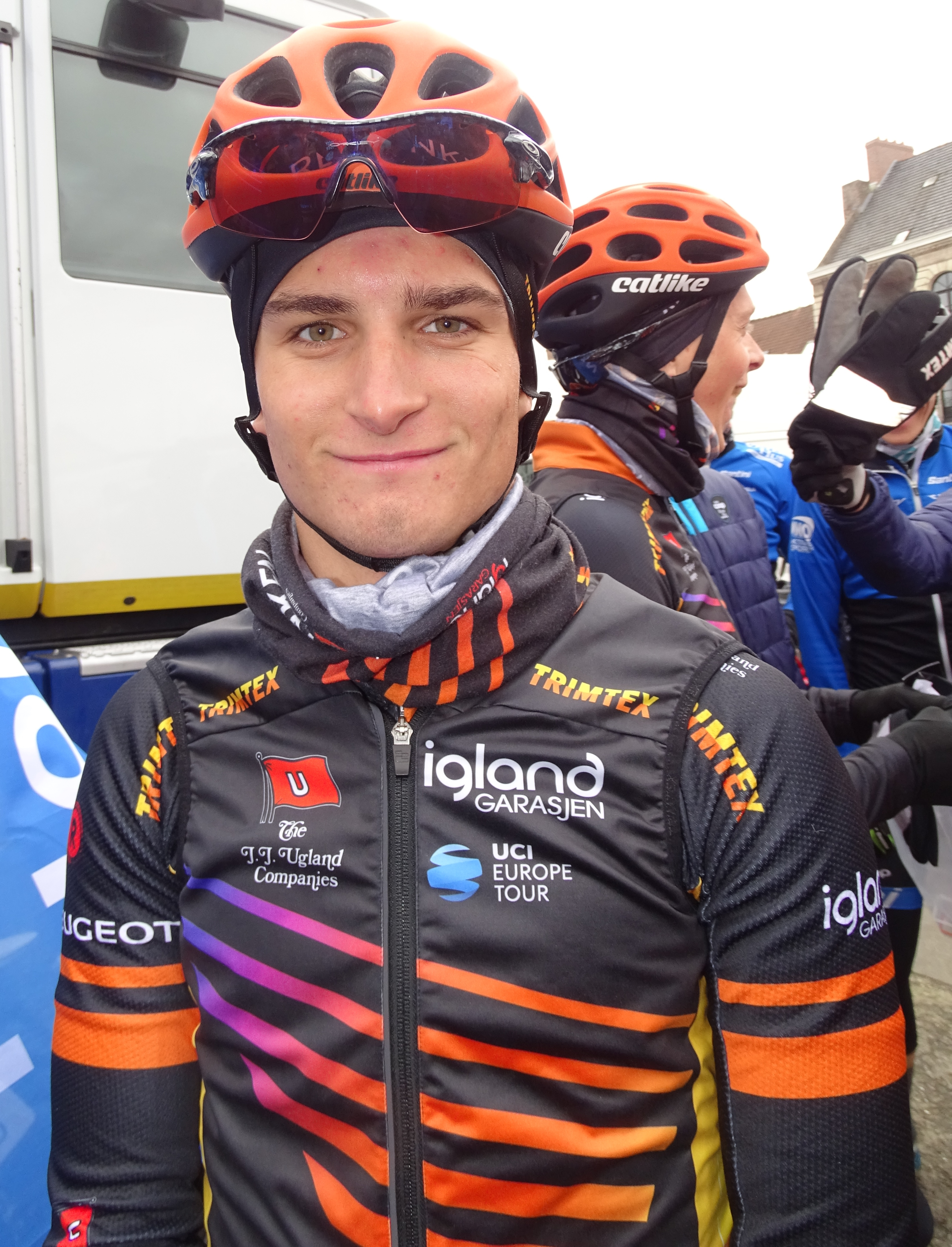
Åge Ljøstad Nilsen.
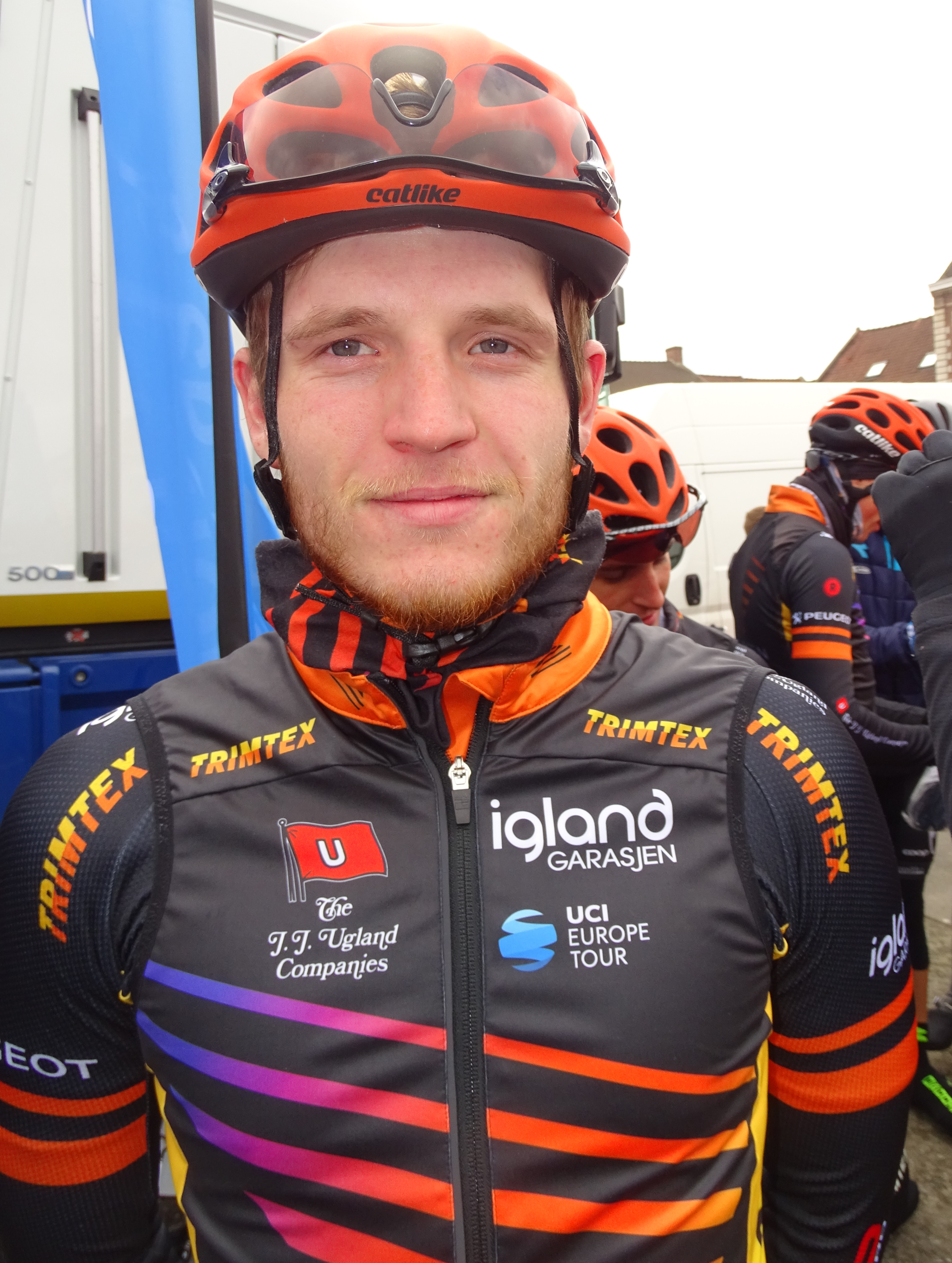
Petter Theodorsen.
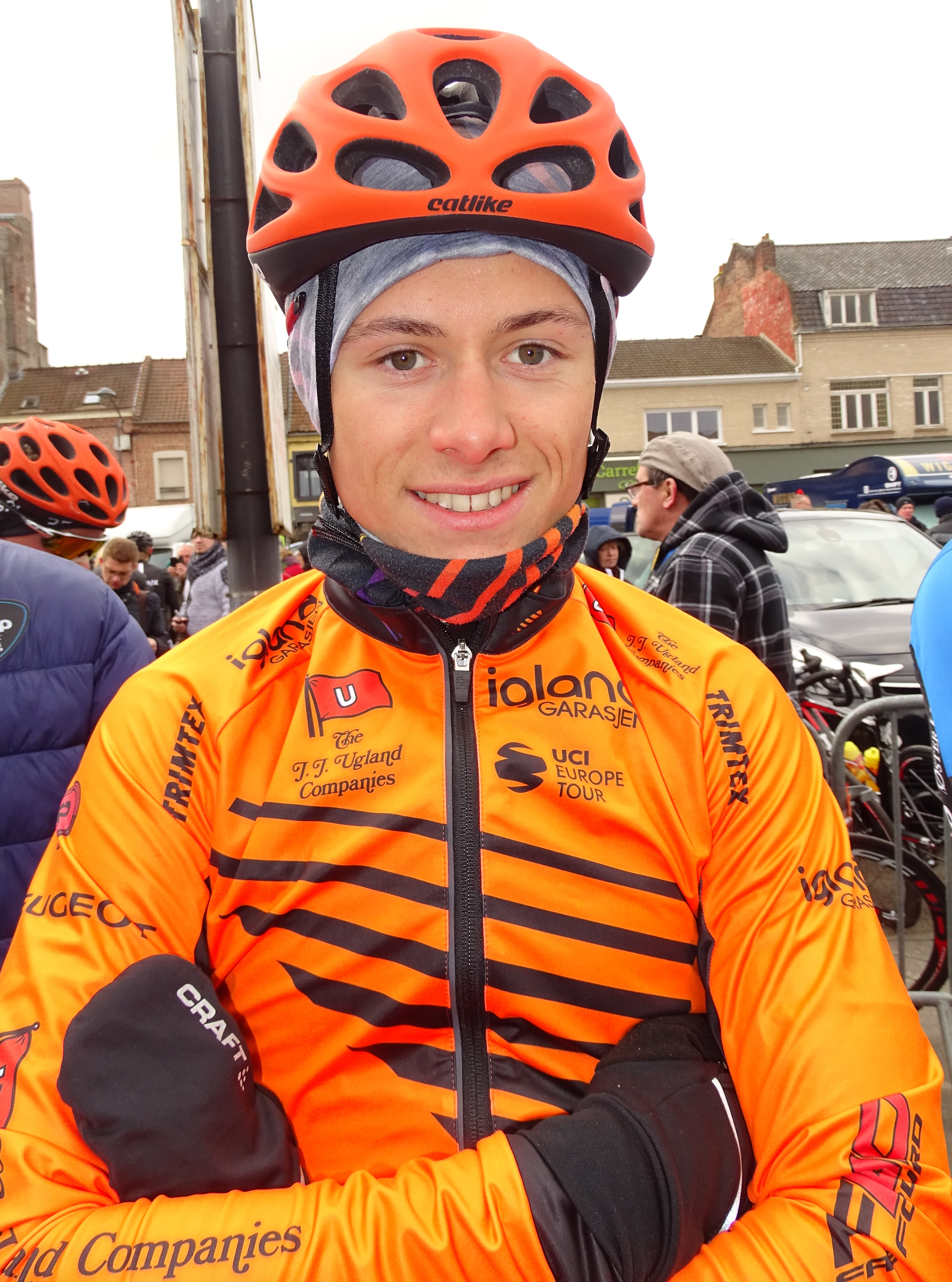
Trond Trondsen.
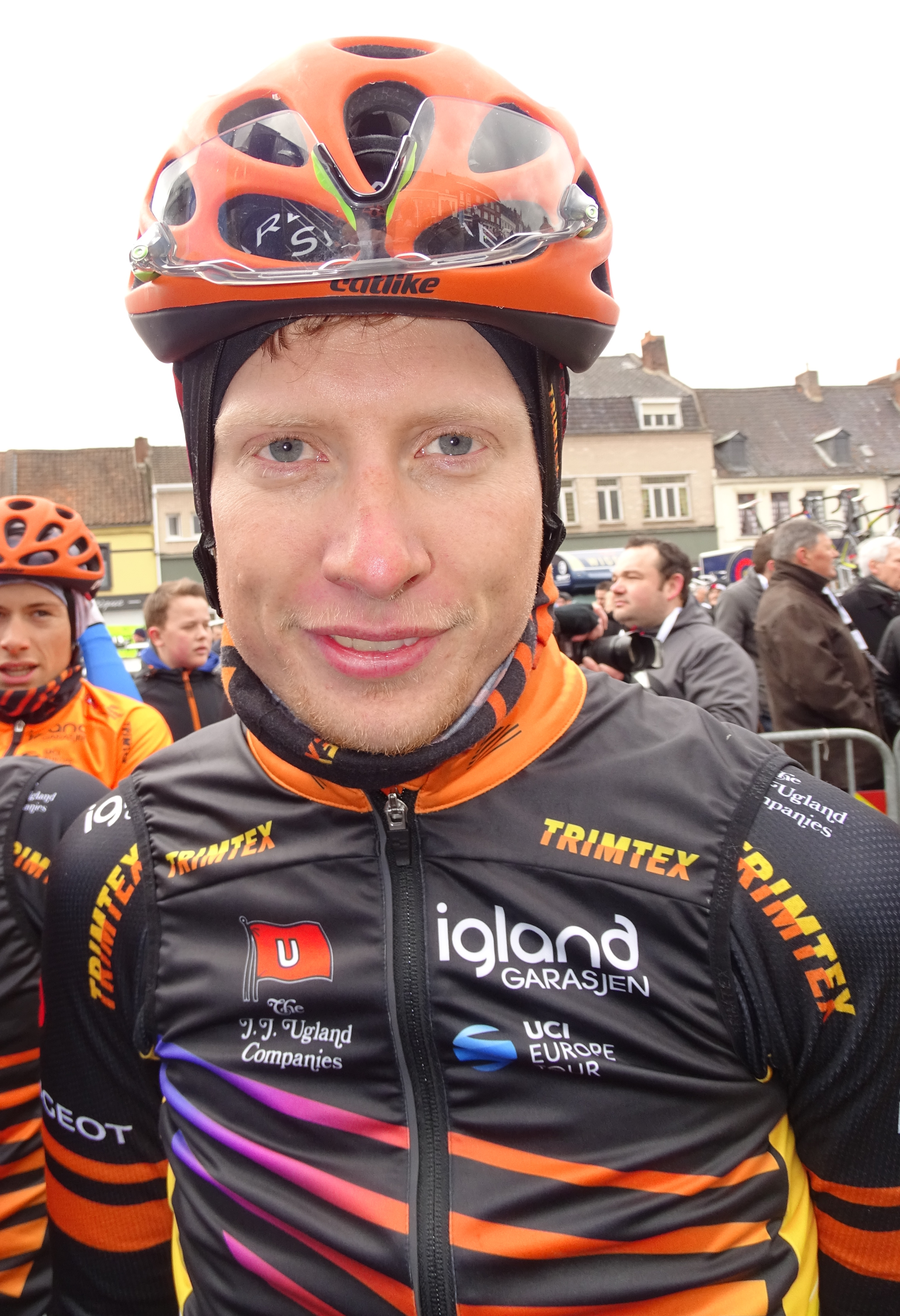
Andreas Vangstad.